# St-Laurent (métro léger d'Ottawa)
Ne doit pas être confondu avec Saint-Laurent (métro de Montréal).
St-Laurent est une station intermodale de transport en commun située à Ottawa, en Ontario (Canada). La station permet la correspondance la ligne 1 de l'O-Train et les circuits d'autobus du centre-est de la ville. 

## Emplacement
La station est située à l'angle du boulevard Saint-Laurent et de l'autoroute 417, près du centre commercial St-Laurent. Elle dessert les quartiers d'Overbrook (en) et d'Eastway Gardens (en) grâce à un tunnel piétonnier aménagé sous la 417,. 
La station est située à même le centre St-Laurent. On trouve quelques hôtels à proximité,. 

## Histoire

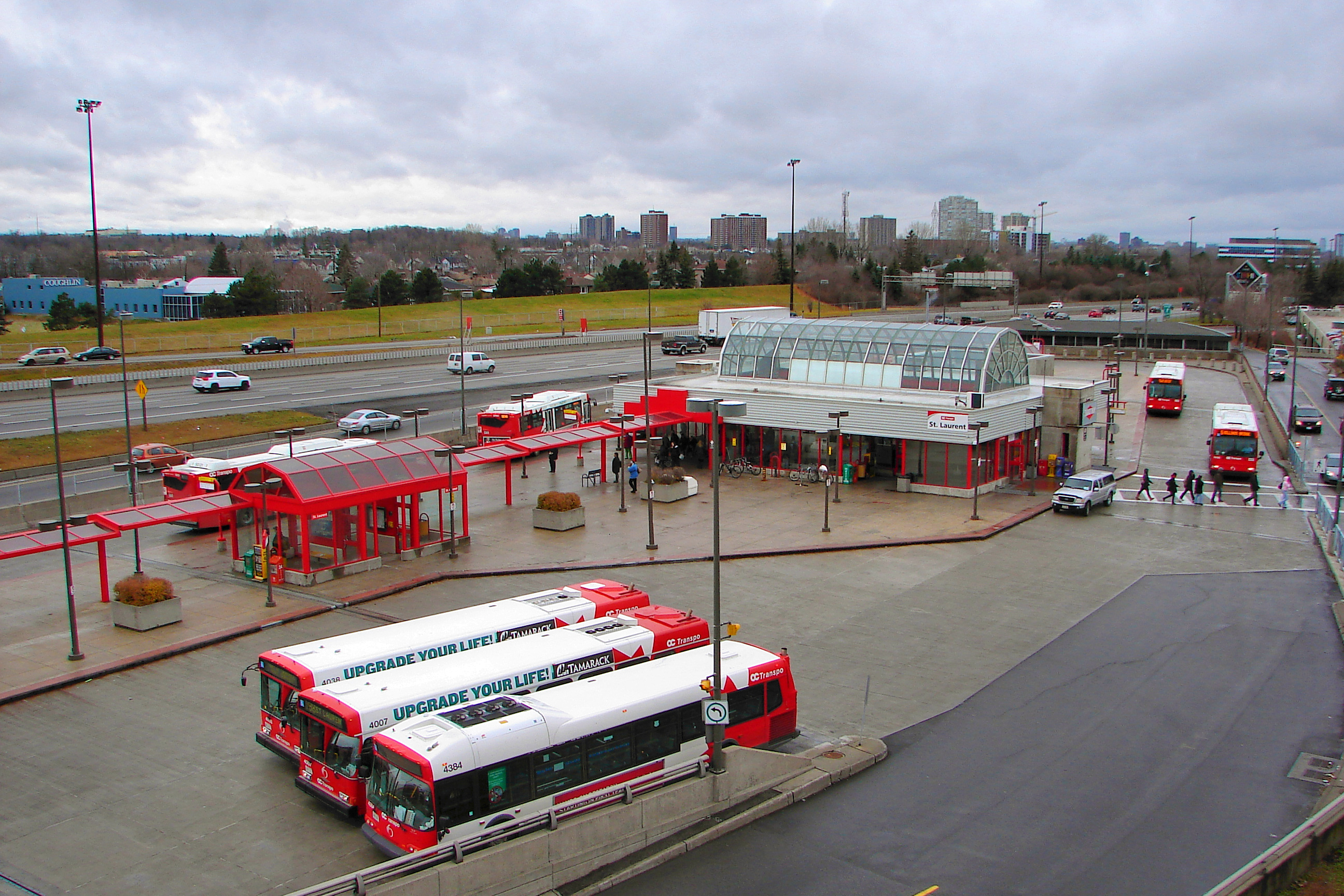
St-Laurent est d'abord une gare routière sur le Transitway.

### Construction
St-Laurent est construite en 1987 en tant que station de bus à haut niveau de service du réseau Transitway. Sa construction nécessite la reconfiguration des bretelles de l'échangeur entre le boulevard Saint-Laurent et l'autoroute 417, de même que la construction d'un tunnel permettant aux voies réservées de croiser l'autoroute,,.  
En juin 2015, le Transitway et ses stations sont fermés de Hurdman à Blair afin de procéder aux travaux de construction de la ligne de la Confédération. La station est remise en service avec le lancement du service de train léger en septembre 2019.

### Accidents
Le 19 octobre 2005, un bus rapide emboutit un bus express arrêté à la station pour embarquement lors de la pointe du matin. Douze passagers sont blessés.

## Aménagement

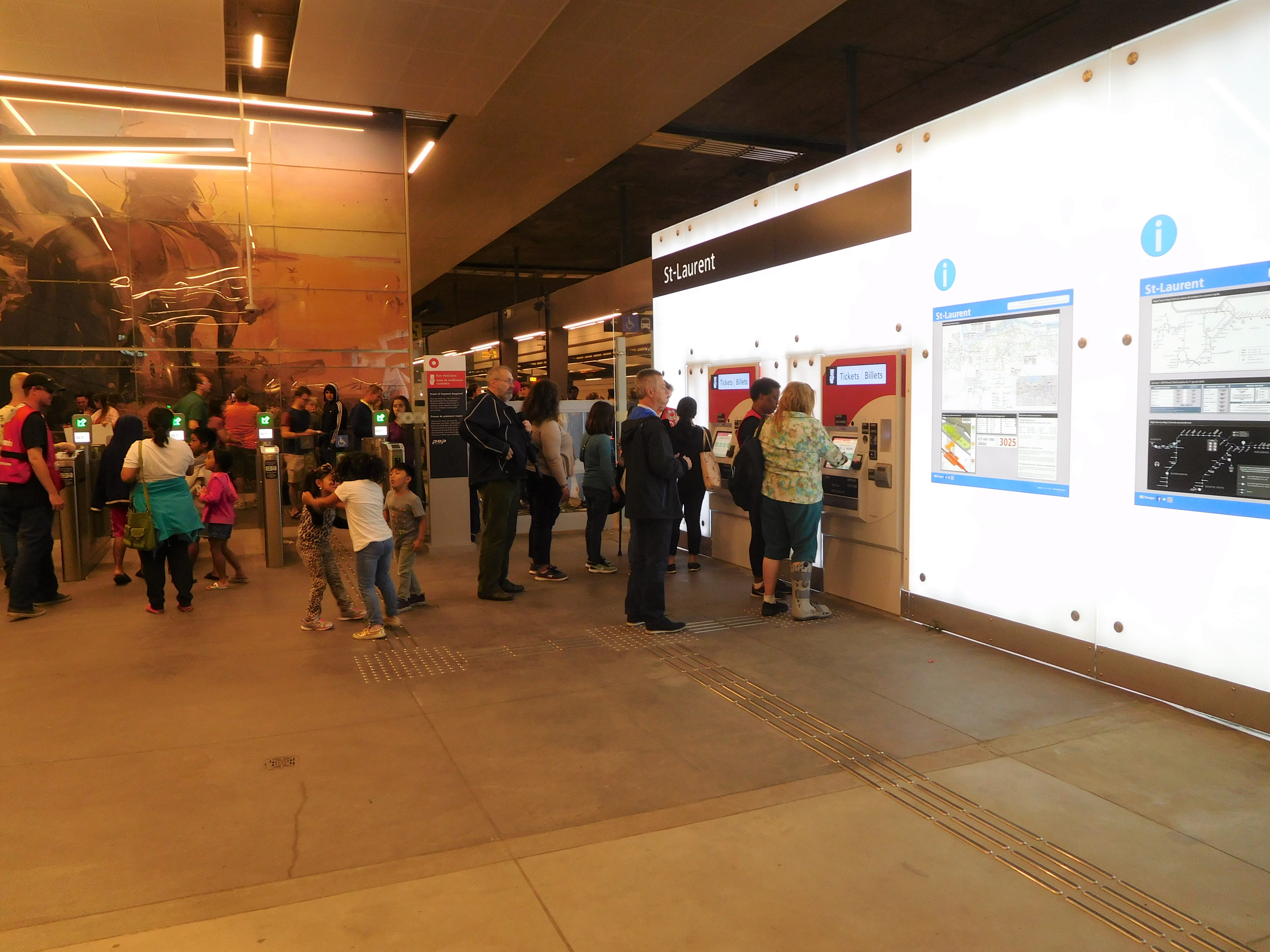
Les salles de contrôle ornées d'art public, sont aménagées au niveau des quais.

Les quais du métro léger, disposés de façon latérale, sont construits sous terre. Un accès relie le tunnel piétonnier directement au quai direction Blair. Une mezzanine surplombe les quais de l'O-Train. Depuis ce niveau, un accès est aménagé à même le centre St-Laurent. Au niveau de la rue, le hall de l'édicule construit en 1987 permet de redistribuer le flux des passagers provenant des autobus vers l'un ou l'autre des quais du métro léger.  

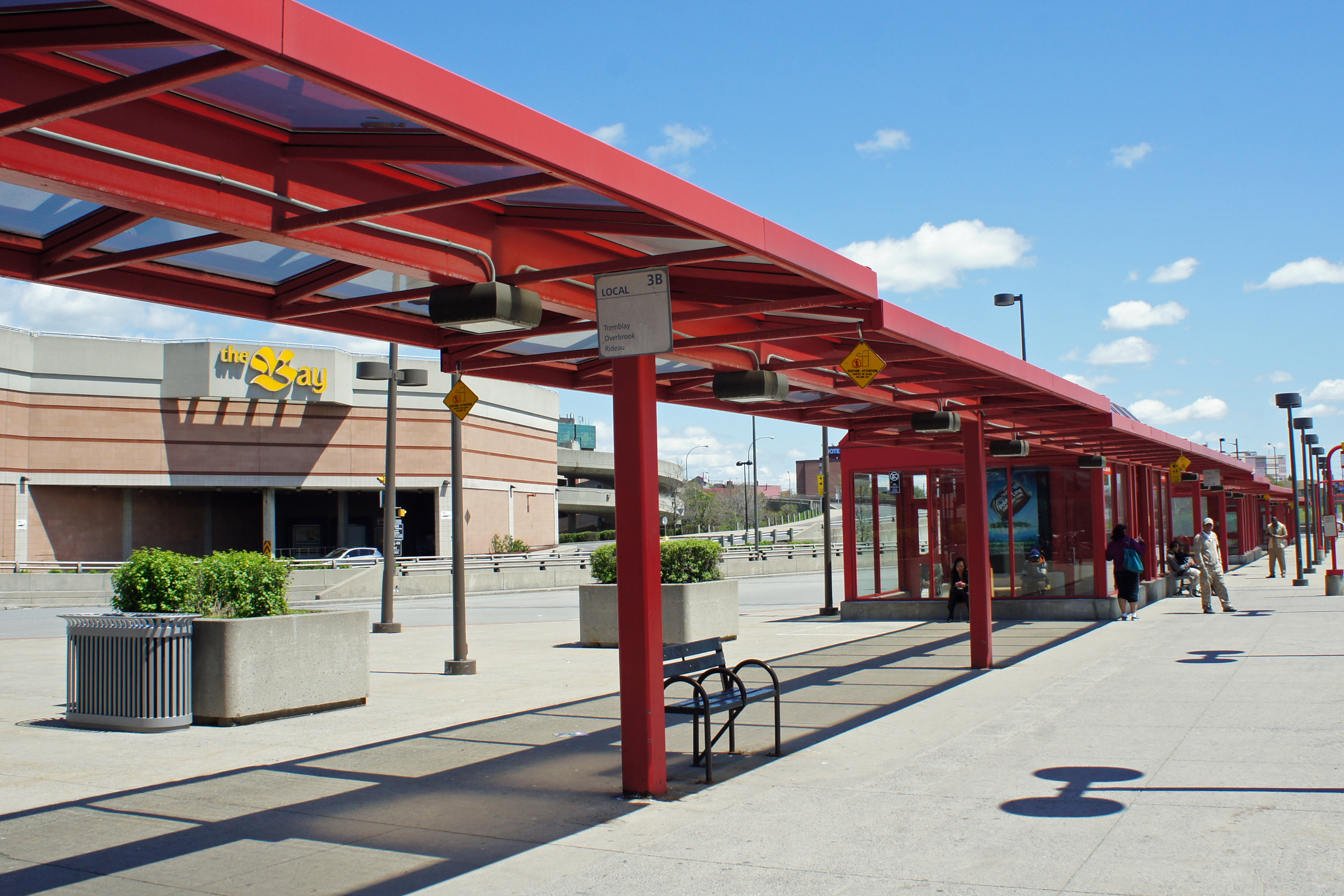
Une marquise et des abribus protègent les passagers en attente d'un bus.

À l'extérieur, quatre quais d'autobus sont disposés sur un îlot central. Les passagers bénéficient d'une marquise vitrée pour se protéger des intempéries, de même que quatre abribus. 
Les œuvres d'art de la station consistent en une série de murales interactives sans titres réalisées par Andrew Morrow illustrant des moments de l'histoire canadienne,.

## Intermodalité
À partir du 20 mai 2021, Megabus prend le relais de l'ancienne route de Greyhound vers Kingston et Toronto, et dessert la station St-Laurent. Le service est disponible 4 jours par semaine, jeudi au dimanche.
La compagnie d'autocars Rider Express dessert également la station en offrant la même route vers Kingston et Toronto 2 fois par jour, 5 jours sur 7 (lundi, mercredi, jeudi, vendredi et dimanche).